# Hellespont-Alhambra-Klasse

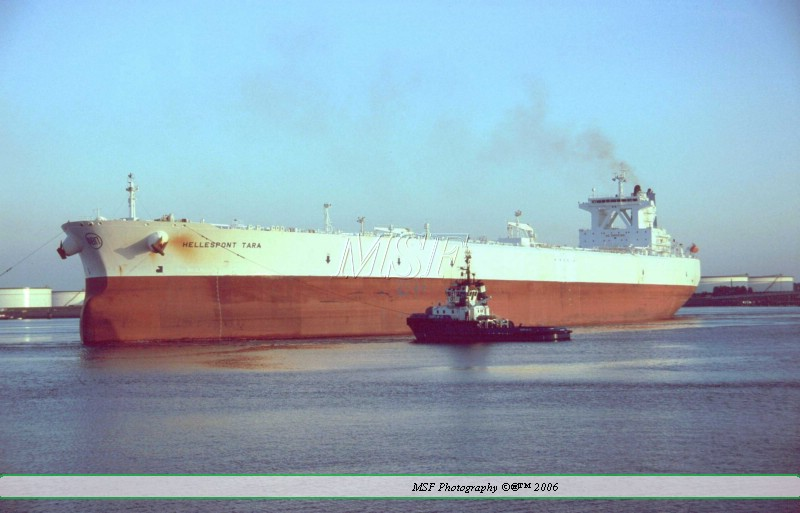
Hellespont Tara kurz vor Umbenennung in TI Europe

Die vier Schwesterschiffe der Hellespont-Alhambra-Klasse sind die größten doppelwandigen Öltanker der Welt. Mit 380 Metern Länge und 68 Metern Breite sind sie 18 Meter länger und 2 Meter breiter als die Wonder of the Seas, das größte Passagierschiff der Welt; wie dieses sind sie zu groß für den Panamakanal.

## Entwicklung der Klasse
Das Typschiff Hellespont Alhambra der ULCC-Tankerserie wurde am 7. März 2002 von der Werft Daewoo Shipbuilding & Marine Engineering in Geoje, Südkorea für die Hamburger Reederei Hellespont nach 18 Monaten Bauzeit fertiggestellt. 2004 wurde der Tanker von der Overseas Shipholding Group gekauft und in TI Asia umbenannt und fuhr unter belgischer Flagge unter dem Management von OSG International in New York. Seit Ende 2008 läuft das Schiff unter der Flagge der Marshall Islands. TI steht für Tankers International, einem Schiffspool für Supertanker (VLCC) und (V Plus) Tanker.
Die TI Asia fuhr meist die Standardroute zwischen Persischem Golf und dem Golf von Mexiko zur Anlieferung des Rohöls für US-Raffinerien. Geladen musste sie um Afrika (Kap der guten Hoffnung) fahren, im Ballast konnte sie auf der Rückfahrt den Sueskanal benutzen und ungefähr zehn Tage Fahrzeit sparen. Der Tanker kann besonders schnell be- und entladen werden, die neuartigen hochleistungsfähigen Pumpen und Leitungen wurden installiert, um Liegekosten zu minimieren. Eine weitere Besonderheit ist die Möglichkeit, gleichzeitig verschiedene Produkte laden oder löschen zu können. Dafür wurde ein besonders aufwendiges Rohrleitungssystem eingebaut.
Die Schiffe sind mit einem Inertgassystem ausgerüstet: In den Hohlräumen der Doppelwand wird ein aus Motorabgasen gewonnenes unbrennbares Inertgas „gebunkert“, welches beim Löschen der Ladung in die Laderäume einströmt und durch Sauerstoffverdrängung eine potenzielle Entzündung unterdrückt. Um die Erwärmung des Schiffes zu minimieren, wurde der gesamte über Wasser liegende Schiffskörper weiß angestrichen. Je höher die Temperatur der Ladung desto größer die Verdunstungsverluste.

### Umbauten zur FSO
2009 wurde die TI Asia in FSO Asia umbenannt und bei der Dubai Drydocks Werft zur schwimmenden Lager- und Umschlagstation (FSO) umgebaut. Nach Aufnahme des Probebetriebes am 17. November 2009 beim Ölfeld Al Shareen vor Katar traten Probleme auf, woraufhin die FSO Asia am 4. Dezember zur Umbauwerft zurückkehrte.
Auch das Schwesterschiff TI Africa, gebaut als Hellespont Metropolis, wurde bei der Dubai-Drydocks-Werft zur FSO Africa umgebaut.

## Die Schiffe
| Hellespont-Alhambra-Klasse   | Hellespont-Alhambra-Klasse | Hellespont-Alhambra-Klasse | Hellespont-Alhambra-Klasse                     | Hellespont-Alhambra-Klasse                                    |
| Bauname                      | Baunummer                  | IMO-Nummer                 | Kiellegung Stapellauf Ablieferung              | Spätere Namen und Verbleib                                    |
| ---------------------------- | -------------------------- | -------------------------- | ---------------------------------------------- | ------------------------------------------------------------- |
| Hellespont Alhambra          | 5183                       | 9224752                    | 11. Juni 2001 - März 2002                      | 2004 TI Asia, 2009 FSO Asia                                   |
| Hellespont Metropolis        | 5184                       | 9224764                    | 24. September 2001 - 2001                      | 2004 TI Africa, 2010 FSO Africa                               |
| Hellespont Tara              | 5202                       | 9235268                    | 22. April 2002 16. Juli 2002 15. November 2002 | 2004 TI Europe                                                |
| Hellespont Fairfax           | 5204                       | 9246633                    | 25. Juni 2002 - 2003                           | 2004 TI Oceania, 2015 Overseas Laura Lynn, Seaways Laura Lynn |
| Daten: Equasis, grosstonnage |                            |                            |                                                |                                                               |